# Харлуб
Харлуб (пол. Charłub) — село в Польщі, у гміні Ксьонж-Велькопольський Сьремського повіту Великопольського воєводства.
У 1975-1998 роках село належало до Познанського воєводства.